# Gymnopilus bellulus
Gymnopilus bellulus är en svampart som först beskrevs av Peck, och fick sitt nu gällande namn av William Alphonso Murrill 1917. Enligt Catalogue of Life ingår Gymnopilus bellulus i släktet Gymnopilus,  och familjen Strophariaceae, men enligt Dyntaxa är tillhörigheten istället släktet Gymnopilus,  och familjen Chromocyphellaceae. Artens status i Sverige är: Ej påträffad. Inga underarter finns listade i Catalogue of Life.